# باسم كامل (سياسي)
باسم كامل (6 ديسمبر 1969)، مهندس معماري وسياسي مصري، وعضو سابق في مجلس الشعب المصري، والنائب الأول لرئيس الحزب المصري الديمقراطي الاجتماعي حالياً.

## السيرة الذاتية
ولد بالقاهرة 6 ديسمبر 1969 تخرج في كلية الهندسة جامعة القاهرة قسم هندسة معمارية كما حصل على دبلومة في إدارة المشروعات من الجامعة الأمريكية بالقاهرة 2007.
بدأ العمل السياسي مع بدء موجة التغيير في مصر واعلان الدكتور محمد البرادعي نيته للترشح لرئاسة الجمهوية 2009 فكان من أوائل الأعضاء المؤسسين الحملة الشعبية لدعم البرادعي ومطالب التغيير واحد قيادتها حيث كان مسؤول عن التنظيم في الحملة وحتى ثورة25 يناير 2011 ثم عضو مكتب تنفيذي ائتلاف شباب الثورة والذي اسس قبل احداث ثورة25 يناير 2011 ومنذ الإعلان عن موعد المظاهرات في عيد الشرطة وشارك في تنظيمها واستمر فيه حتى حل الأئتلاف 2012
بعد اسقاط مبارك وتخليه عن الحكم اتجه باسم كامل مع مجموعة من شباب الثورة والعديد من السياسين البارزين لتأسيس الحزب المصري الديمقراطي الاجتماعي مارس 2011 برئاسة الدكتور محمد أبو الغار وكان من الاعضاء المؤسسين وعضو في لجنة تسيير الحزب ثم عضو مكتبه التنفيذي 2012 ثم امين الثقفيف للحزب 2015 الي ان تم انتخابه كنائب أول لرئيس الحزب فريد زهران أبريل 2016 
كان ضمن وفد الدبلوماسية الشعبية الذي سافر إلى كل من أوغندا وإثيوبيا بعد الثورة 2011 لعمل مباحثات مع مسؤولين هناك عن أزمة حوض النيل.
خاض انتخابات مجلس الشعب المصري 2011-2012 على قائمة الكتلة المصرية بدائرة شمال القاهرة وفاز بمقعد في البرلمان وكان ضمن لجنة الأسكان بالمجلس واعلن انسحاب الحزب من اللجنة التأسيسية الأولى للدستور] اعتراضاً على نسب مشاركة المعارضة والاقليات في اللجنة 
أختير باسم كامل في فبراير 2012 كعضو بالمجلس القومي للمرأة حيث شارك في العديد من الانشطة والندوات في القاهرة والمحافظات (بحري/ قبلي) لزيادة وعي النساء خاصة فيما يتعلق بالمشاركة السياسية وذلك حتى 2015.
في انتخابات الرئاسة المصرية 2012 أعلن عن تحيزه ودعمه للمرشح الرئاسي حمدين صباحي وشارك معه ومع حملته بعد الانتخابات في تأسيس التيار الشعبي المصري وكان عضو مجلس الامناء بالتيار حتى 2015
كان من منسقي حملة حنحمي دستورنا لتوعية المواطنين بمساوئ دستور مصر 2012
واسباب رفض القوى المدنية لبعض مواده والدعوة للتصويت بعدم اقراره وذلك عبر سلاسل بشرية في القاهرة والمحافظات
احد الموقعين على بيان تأسيس تحالف الوطنية المصرية 2012 والذي كان نواة لتأسيس جبهة الإنقاذ فيما بعد 
شارك في تنظيم البعض وشارك في اغلب الفاعليات السياسية والثورية ضد دستور مصر 2012
وضد الإعلان الدستوري المكمل (نوفمبر 2012) وضد تجاوزات الداخلية المصرية] وضد حكم جماعة الاخوان المسلمين حتى اسقاطهم في 30 يونية
عاد ودعم حمدين صباحي في الانتخابات الرئاسية المصرية 2014 امام المشير عبد الفتاح السيسي وكان ضمن حملته الانتخابية لايمانه بمدنية الدولة وضرورة فصل الدين والجيش عن السياسة
شارك ودعم الكثير من المبادرات والتحالفات الداعية لتوحيد صف القوى المدنية ولتقديم بديل مدني حقيقي يجد حلول لمشكلات مصر الاقتصادية والاجتماعية والسياسية 

## المناصب
- النائب الأول لرئيس الحزب المصري الديمقراطي الاجتماعي سابقا
- رئيس مجلس إدارة شركة دريم هوم ديكور للإنشاءات والديكور والاستثمار العقاري
- عضو المجلس الأعلى لنقابة المهندسين المصريين[2] حالياً
- عضو مجلس الشعب المصري سابقاً
- عضو المجلس القومي للمرأة السابق
- أحد قيادات ائتلاف شباب الثورة[3]
- عضو مؤسس التيار الشعبي المصري وعضو مجلس الأمناء سابقاً